# Гусейн Муравський
Гусейн Муравський — татарський вояк, капітан татарської кінної хоругви, спочатку на боці Речі Посполитої, потім з 1672 року на боці Османської імперії, з 1674 року, вже за Яна III Собеського, знову на боці Речі Посполитої, з середини 1675 року знову на боці Османської імперії.
Учасник бойових дій під час польсько-козацько-татарської війни 1666—1671 років.
1672 року приєднався до Туреччини. Став беєм фортеці в Барі на Поділлі.
12 листопада 1674 року, після 4 днів облоги, він здав фортецю королю Яну III Собеському і разом з усіма татарами повернувся на службу до Речі Посполитої.
У січні 1675 року король Собеський відправив Гусейна Муравського та полковника Яна Греба з посланцем до кримського хана Селіма І Гірея, пропонуючи купити Камінець за фіксовану річну плату та гарантію недоторканності всіх мечетей на території Речі Посполитої.
Переговори в столицю Кримського ханства Бахчисараї тривали півроку, але бек Муравський, якому король поспішно довірив справу, знову перейшов на турецький бік. Переговори закінчилися провалом.